# Ebebda
Ebebda è un comune del Camerun, che fa parte del dipartimento di Lekié nella regione del Centro.
Il comune comprende l'abitato di Ebebda propriamente detto ed è composto da 5 cantoni, a loro volta suddivisi in complessivi 33 villaggi.